# Nychioptera noctuidalis
Nychioptera noctuidalis är en fjärilsart som beskrevs av Dyar 1907. Nychioptera noctuidalis ingår i släktet Nychioptera och familjen nattflyn. Inga underarter finns listade i Catalogue of Life.